# 35. Division (Deutsches Kaiserreich)
Die 35. Division, für die Dauer des mobilen Verhältnisses im Ersten Weltkrieg auch als 35. Infanterie-Division bezeichnet, war ein Großverband der Preußischen Armee.

## Gliederung
Die Division war Teil des XVII. Armee-Korps.

### Friedensgliederung 1914
- 70. Infanterie-Brigade in Thorn
  - Infanterie-Regiment „von Borcke“ (4. Pommersches) Nr. 21 in Thorn
  - Infanterie-Regiment „von der Marwitz“ (8. Pommersches) Nr. 61 in Thorn
- 87. Infanterie-Brigade in Thorn
  - Kulmer Infanterie-Regiment Nr. 141 in Graudenz und Strasburg in Westpreußen (III. Bataillon)
  - 9. Westpreußisches Infanterie-Regiment Nr. 176 in Kulm und Thorn (II. Bataillon)
- 35. Kavallerie-Brigade in Graudenz
  - Husaren-Regiment „Fürst Blücher von Wahlstatt“ (Pommersches) Nr. 5 in Stolp
  - Jäger-Regiment zu Pferde Nr. 4 in Graudenz
- 35. Feldartillerie-Brigade in Graudenz
  - Feldartillerie-Regiment Nr. 71 „Groß-Komtur“ in Graudenz
  - Thorner Feldartillerie-Regiment Nr. 81 in Thorn und Hammerstein (II. Abteilung, vorläufig)
- Landwehr-Inspektion Graudenz

### Kriegsgliederung bei Mobilmachung 1914
- 70. Infanterie-Brigade
  - Infanterie-Regiment „von Borcke“ (4. Pommersches) Nr. 21
  - Infanterie-Regiment „von der Marwitz“ (8. Pommersches) Nr. 61
- 87. Infanterie-Brigade
  - Kulmer Infanterie-Regiment Nr. 141
  - 9. Westpreußisches Infanterie-Regiment Nr. 176
  - Pommersches Jäger-Bataillon „Fürst Bismarck“ Nr. 2
- Jäger-Regiment zu Pferde Nr. 4
- 35. Feldartillerie-Brigade
  - Feldartillerie-Regiment Nr. 71 „Groß-Komtur“
  - Thorner Feldartillerie-Regiment Nr. 81
- 1. Kompanie/1. Westpreußisches Pionier-Bataillon Nr. 17

### Kriegsgliederung vom 22. August 1918
- 87. Infanterie-Brigade
  - Infanterie-Regiment „von der Marwitz“ (8. Pommersches) Nr. 61
  - Kulmer Infanterie-Regiment Nr. 141
  - 9. Westpreußisches Infanterie-Regiment Nr. 176
  - MG-Scharfschützen-Abteilung Nr. 46
  - 2. Eskadron/Husaren-Regiment „Fürst Blücher von Wahlstatt“ (Pommersches) Nr. 5
- Artillerie-Kommandeur Nr. 35
  - Feldartillerie-Regiment Nr. 71 „Groß-Komtur“
  - I. Bataillon/Reserve-Fußartillerie-Regiment Nr. 18
- Pionier-Bataillon Nr. 133
- Divisions-Nachrichten-Kommandeur Nr. 35

## Geschichte
Die Division wurde am 1. April 1890 errichtet. Das Kommando war zunächst in Graudenz. Von 1912 bis zur Demobilisierung und Auflösung 1919 stand es in Thorn.

### Erster Weltkrieg
Während des Ersten Weltkriegs wurde die Division an der Ostfront eingesetzt und im Oktober 1915 in den Westen verlegt, wo sie bis Kriegsende kämpfte.

### Gefechtskalender

#### 1914
- 31. Juli bis 7. August – Grenzschutz gegen Russland (Teile der Division)
- 19. bis 20. August – Schlacht bei Gumbinnen
- 23. bis 31. August – Schlacht bei Tannenberg
- 05. bis 15. September – Schlacht an den Masurischen Seen
- 04. bis 5. Oktober – Gefecht bei Opatów und Radom
- 09. bis 19. Oktober – Schlacht bei Warschau
- 22. bis 28. Oktober – Kämpfe an der Rawka
- 14. bis 15. November – Schlacht bei Kutno
- 16. November bis 15. Dezember – Schlacht um Łódź
- 30. November bis 17. Dezember – Schlacht bei Lowicz-Sanniki
- ab 18. Dezember – Schlacht an der Rawka-Bzura

#### 1915
- bis 6. Juli – Schlacht an der Rawka-Bzura
  - 31. Januar bis 2. Februar – Schlacht bei Humin
  - 05. bis 16. März – Schlacht bei Stolniki
- 13. bis 17. Juli – Durchbruchsschlacht bei Przasnysz
- 18. bis 22. Juli – Verfolgungskämpfe zum unteren Narew
- 23. Juli bis 3. August – Schlacht am Narew
- 04. bis 7. August – Schlacht am Orz
- 08. bis 10. August – Schlacht bei Ostrow
- 11. bis 12. August – Schlacht bei Tschishew-Sambrow
- 13. bis 18. August – Verfolgungskämpfe am oberen Narew und Nurzec
- 19. bis 25. August – Schlacht bei Bielsk
- 26. August bis 5. September – Verfolgungskämpfe am Swislocz und an der Naumka-Werecia
- 06. bis 7. September – Schlacht bei Wolkowyszk
- 08. bis 12. September – Schlacht an der Zelwianka und am Njemen
- 12. bis 17. September – Schlacht an der Szczara und Jelnia
- 17. bis 26. September – Verfolgungskämpfe in den litauischen Sümpfen
- 27. September bis 17. Oktober – Abmarsch und Transport nach Westen
- ab 19. Oktober – Stellungskämpfe zwischen Somme und Oise

#### 1916
- bis 23. Juni – Stellungskämpfe zwischen Somme und Oise
- 24. Juni bis 26. November – Schlacht an der Somme
- ab 27. November – Stellungskämpfe an der Somme

#### 1917
- bis 15. März – Stellungskämpfe an der Somme
- 16. März bis 10. April – Kämpfe vor der Siegfriedfront
- 02. April bis 20. Mai – Schlacht von Arras
- 21. bis 28. Mai – Stellungskämpfe in Flandern und Artois
- 27. Mai bis 13. Juni – Schlacht in Flandern
- 15. bis 20. Juni – Kämpfe vor der Siegfriedfront
- 24. Juni bis 8. Oktober – Kämpfe in der Siegfriedstellung
- 20. Oktober bis 3. Dezember – Herbstschlacht in Flandern
- ab 4. Dezember – Stellungskämpfe in Flandern

#### 1918
- bis 30. März – Stellungskämpfe in Flandern
- 31. März bis 6. Mai – Stellungskämpfe in Flandern und Artois
  - 9. bis 18. April – Schlacht bei Armentières
- 07. Mai bis 23. August – Stellungskrieg in Flandern
- 24. August bis 2. September – Schlacht bei Monchy-Bapaume
- 03. bis 26. September – Kämpfe vor der Siegfriedfront
- 27. September bis 8. Oktober – Abwehrschlacht zwischen Cambrai und St. Quentin
- 09. Oktober bis 4. November – Kämpfe vor und in der Hermannstellung
  - 24. Oktober bis 4. November – Schlacht um Valenciennes
- 05. bis 11. November – Rückzugskämpfe vor der Antwerpen-Maas-Stellung
- ab 12. November – Räumung des besetzten Gebietes und Marsch in die Heimat

## Kommandeure
| Dienstgrad      | Name                | Datum                                                 |
| --------------- | ------------------- | ----------------------------------------------------- |
| Generalleutnant | Karl von Kczewski   | 01. April 1890 bis 24. März 1893                      |
| Generalleutnant | Bernhard Boie       | 25. März 1893 bis 28. Juni 1895                       |
| Generalleutnant | Wilhelm von Amann   | 29. Juni 1895 bis 14. Juni 1899                       |
| Generalleutnant | Oskar Wallmüller    | 15. Juni 1899 bis 31. März 1902                       |
| Generalleutnant | Hugo Kohlhoff       | 01. April 1902 bis 13. Februar 1905                   |
| Generalleutnant | Wilhelm Mootz       | 14. Februar 1905 bis 1. Oktober 1906                  |
| Generalmajor    | Alfred von Briesen  | 02. bis 15. Oktober 1906 (mit der Führung beauftragt) |
| Generalleutnant | Alfred von Briesen  | 16. Oktober 1906 bis 4. März 1910                     |
| Generalleutnant | Paul Oldenburg      | 05. März 1910 bis 21. April 1912                      |
| Generalleutnant | Hans von Winterfeld | 22. April bis 19. November 1912                       |
| Generalleutnant | Otto Hennig         | 19. November 1912 bis 24. November 1914               |
| Generalmajor    | Johannes von Hahn   | 25. November 1914 bis 20. Januar 1918                 |
| Generalmajor    | Albert von Kemnitz  | 21. Januar bis 4. September 1918                      |
| Generalmajor    | Max Wohlgemuth      | 05. September 1918 bis 26. Januar 1919                |
| Generalleutnant | Detlev Vett         | 27. Januar bis 13. Februar 1919                       |